# Samantha Bee
Samantha Anne Bee (Toronto, 25 ottobre 1969) è una conduttrice televisiva, comica, attrice, produttrice televisiva e scrittrice canadese naturalizzata statunitense.

## Biografia
Dopo aver studiato alla George Brown Theatre School, Samantha Bee si è esibita come protagonista in una produzione teatrale canadese di Sailor Moon e ha poi fondato il gruppo comico The Atomic Fireballs. Nel 2003 è salita alla ribalta prendendo parte come comica al The Daily Show, programma in cui ha partecipato fino al 2015. Dal 2016 conduce Full Frontal with Samantha Bee per la TBS: il programma ha fruttato alla Bee numerosi riconoscimenti, tra cui un Primetime Emmy Award, un Writers Guild of America Award, tre Dorian Awards, due Gracie Awards e un GLAAD Media Award. Nel luglio 2022 la TBS ha annunciato la chiusura del programma.
Dal 2016 al 2019 è stata creatrice e produttrice di The Detour. Nel 2017 il Time ha inserito Samantha Bee nell'annuale lista Time 100.

## Vita privata
Nel 2001 si è sposata con Jason Jones, con il quale ha avuto tre figli, rispettivamente una bambina nel 2006, un bambino nel 2008 e una bambina nel 2010.

## Filmografia

### Attrice

#### Cinema
- Ham & Cheese, regia di Warren P. Sonoda (2004)
- Underdog - Storia di un vero supereroe (Underdog), regia di Frederik Du Chau (2007)
- Love Guru (The Love Guru), regia di Marco Schnabel (2008)
- Coopers' Camera, regia di Warren P. Sonoda (2004)
- Basta che funzioni (Whatever Works), regia di Woody Allen (2009)
- Puzzole alla riscossa (Furry Vengeance), regia di Roger Kumble (2010)
- Guida per la felicità (Learning to Drive), regia di Isabel Coixet (2014)
- Le sorelle perfette (Sisters), regia di Jason Moore (2015)

#### Televisione
- Real Kids, Real Adventures - serie TV, episodio 3x10 (2000)
- Jasper, Texas - film TV (2003)
- Love Monkey - serie TV, episodio 1x04 (2006)
- Not This but This – serie TV (2007)
- La piccola moschea nella prateria (Little Mosque on the Prairie) – serie TV, episodio 2x15 (2007)
- Two Families – film TV (2007)
- Bored to Death - Investigatore per noia (Bored to Death) - serie TV, 3 episodi (2009-2011)
- Love Letters – film TV (2010)
- Law & Order - I due volti della giustizia (Law & Order) – serie TV, episodio 20x12 (2010)
- Michael: Every Day - serie TV, episodio 1x10 (2011)
- Good God – serie TV, 9 episodi (2012)
- Deadbeat – serie TV, 2 episodi (2014)
- The Detour – serie TV, 2 episodi (2016-2017)

### Produttrice televisiva
- The Detour – serie TV, 28 episodi (2016-2019)

## Doppiatrici italiane
Nelle versioni in italiano delle opere in cui ha recitato, Samantha Bee è stata doppiata da:
- Francesca Fiorentini in Law & Order - I due volti della giustizia